# K-League de 1989
A Korean Super League 1989 foi a sétima edição da principal divisão de futebol na Coreia do Sul, a K-League. A liga começou em março e terminou em novembro de 1989.
Seis times participaram da liga, seis profissionais: (Yukong Elephants, Daewoo Royals, POSCO Dolphins, Lucky-Goldstar Hwangso, Hyundai Horang-i), e a inclusão do novo clube Ilhwa Chunma Football Club.
O Yukong Elephants foi o campeão pela primeira vez.

## Classificação final
| Pos | Time                   | Pts | JG | V  | E  | D  | GM | GS | SG  | Notas   |
| --- | ---------------------- | --- | -- | -- | -- | -- | -- | -- | --- | ------- |
| 1.  | Yukong Elephants       | 49  | 40 | 17 | 15 | 8  | 51 | 40 | +11 | Campeão |
| 2.  | Lucky-Goldstar Hwangso | 47  | 40 | 15 | 17 | 8  | 53 | 40 | +13 |         |
| 3.  | Daewoo Royals          | 42  | 40 | 14 | 14 | 12 | 44 | 44 | 0   |         |
| 4.  | POSCO Atoms            | 40  | 40 | 13 | 14 | 13 | 49 | 50 | -1  |         |
| 5.  | Ilhwa Chunma           | 33  | 40 | 6  | 21 | 13 | 44 | 52 | -8  |         |
| 6.  | Hyundai Horang-i       | 29  | 40 | 7  | 15 | 18 | 34 | 49 | -15 |         |